# جامعة تكساس في دالاس
جامعة تكساس في دالاس (بالإنجليزية: The University of Texas at Dallas)‏(UTD أو UT Dallas) هي جامعة بحثية عامة في ريتشاردسون بولاية تكساس، وهي أكبر جامعة عامة في مِنطَقَة دالاس، وتتبع نِظَام جامعة تكساس، تأسّست في عام 1961 كذراع أبحاث خاصّ لِشَرِكَة تكساس إنسترومنتس.
تميّزت الجَامِعَة بالنمُو السَّرِيع وسياساتها التنافسية للقبول في المَرحَلَة الجامعيَّة مُنذ إنشائها،  وَبَعد أقل من 47 عامًا من تأسيسها صنفتها مؤسَّسة كارنيجي بأنَّها أسرع جامعة أبحاث دكتوراه ذَات «أعلى نشاط بحثي» في تكساس،  ترتبط الجَامِعَة بأربع جوائز نوبل، وينتسب بَعض أعضاء هيئة التدريس إلى الأكاديمية الوطنية للعلوم، والأكاديمية الوطنية للهندسة، تُقَدَم أَكثَر من 140 برنامجًا أكاديميًا عبر مدارسها الثمانيّة وتستضيف أَكثَر من 50 مركزًا ومعهدًا للبحوث.
يُوجِد فِيهَا بَرنامَج لألعاب القوى من القسم الثالث من «مُؤتَمَر أَمرِيكا الجنوبيَّة الغَربيَّة» وفيها 14 فريقًا بَين الكليّات، ومنها بَرنامَج الرياضات الإلكترونيَّة المختلط المعترف بِه على المُستَوى الوطنيّ.
يقع مَقَر حرمها الجامعي الرَئِيسيّ في مَدِينَة ريتشاردسون، إلَّا أن ثلثه يقع داخل حدود مقاطعة دالاس، تدير الجَامِعَة أيضًا عدَّة مواقع في وَسَط مَدِينَة دالاس ومنها «متحف كرو للفنون الآسيويّة» والعديد من المباني في اَلمِنطَقَة الطبيَّة بجوار جامعة جنوب غرب تكساس الطبية.

### التاريخ الحديث

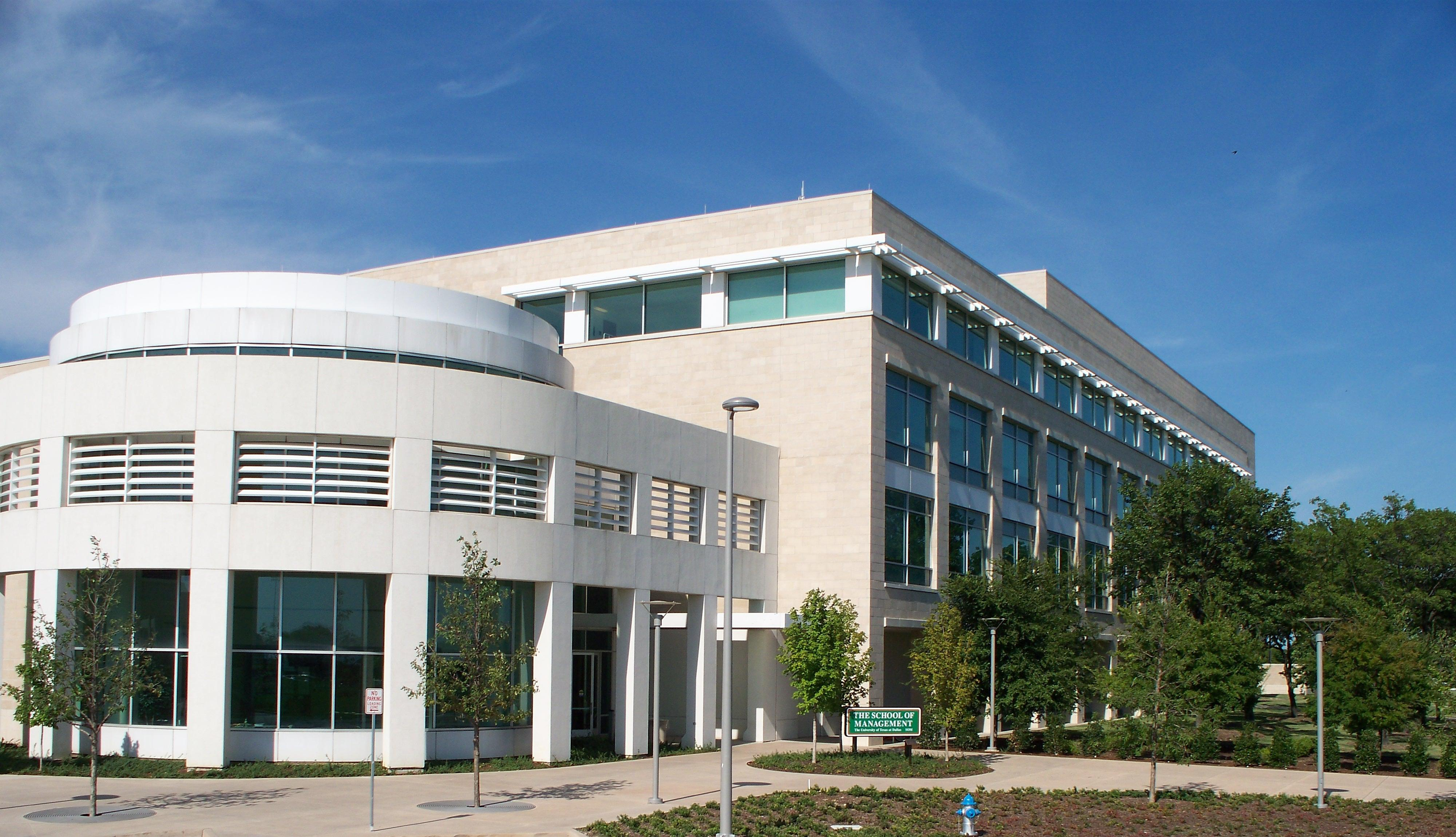
مدرسة نافين جيندال للإدارة

## أكاديميون

### الكليات والمدارس

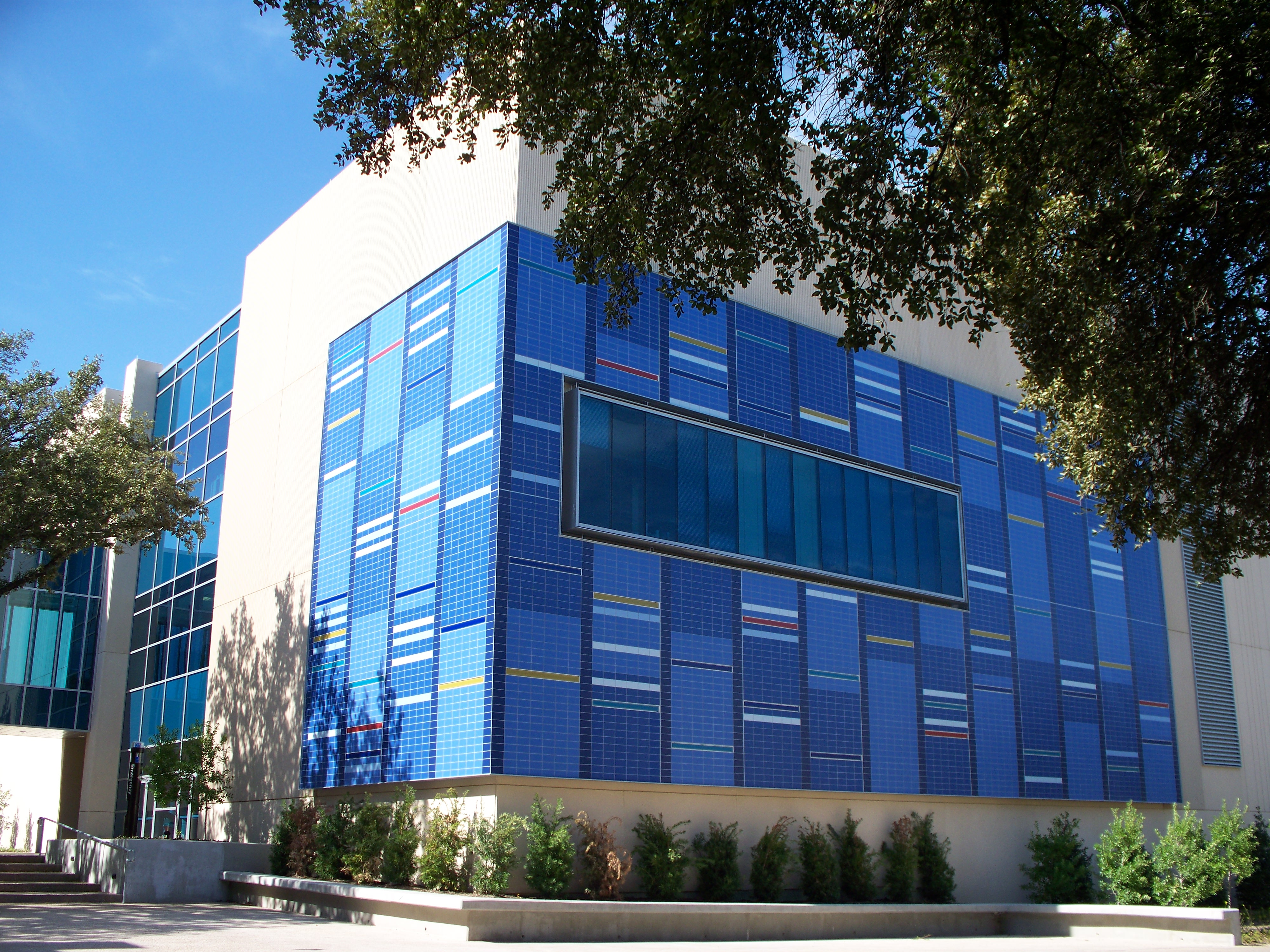
مركز تعليم العلوم، يمثل السطح الخارجي للبلاط نمطان وهما أطياف الانبعاث الذري للغازات، والحمض النووي البشري.

قدمت جامعة تكساس في دالاس 138 بَرنامَج أكاديمي عبر مدارسها الثمانيّة في 2015، ومنها 48 بَرنامَج بكالوريا، و57 بَرنامَج ماجستير، و31 بَرنامَج دكتوراه،  وتُقَدَم المدرسة أيضًا 33 شهادة جامعية ودراسات عليا،  وعددًا من بَرامِج الدرجات مُتَعَدّدَة التخصّصات.
كليات ومدارس جامعة تكساس في دالاس:
- كلية الآداب والعلوم الإنسانيَّة
- مدرسة الفنون والتِكنولوجيا وَالاِتِصَالَات الناشئة
- كلية العلوم السلوكيّة والدماغيّة
- كلية العلوم الاقتصاديَّة وَالسِياسِيّة
- مدرسة إريك جونسون للهندسة وعلوم الحاسب
- مدرسة الدراسات مُتَعَدّدَة التخصّصات
- مدرسة نافين جيندال للإدارة
- كلية العلوم الطَّبيعية والرياضيَّات

تقدم «كلية هوبسون وايلدنثال الفخرية» العديد من البَرامِج وموارد الدعم للطلاب المتفوقين:
- بَرنامَج يوجين مكديرموت للعلماء
- بَرنامَج كوليجيوم أونرز
- بَرنامَج ديفيدسون مانجمينت أونرز
- بَرنامَج الاستحقاق الوطنيّ
- بَرنامَج علماء تيري
- مَكتَب الابتعاث المتميز
- بَرنامَج آرتشر
- فاي كابا فاي
- بَرنامَج التّدرِيب التشريعي في تكساس
- نموذج الأُمَم المتَّحدة

## مشاهير

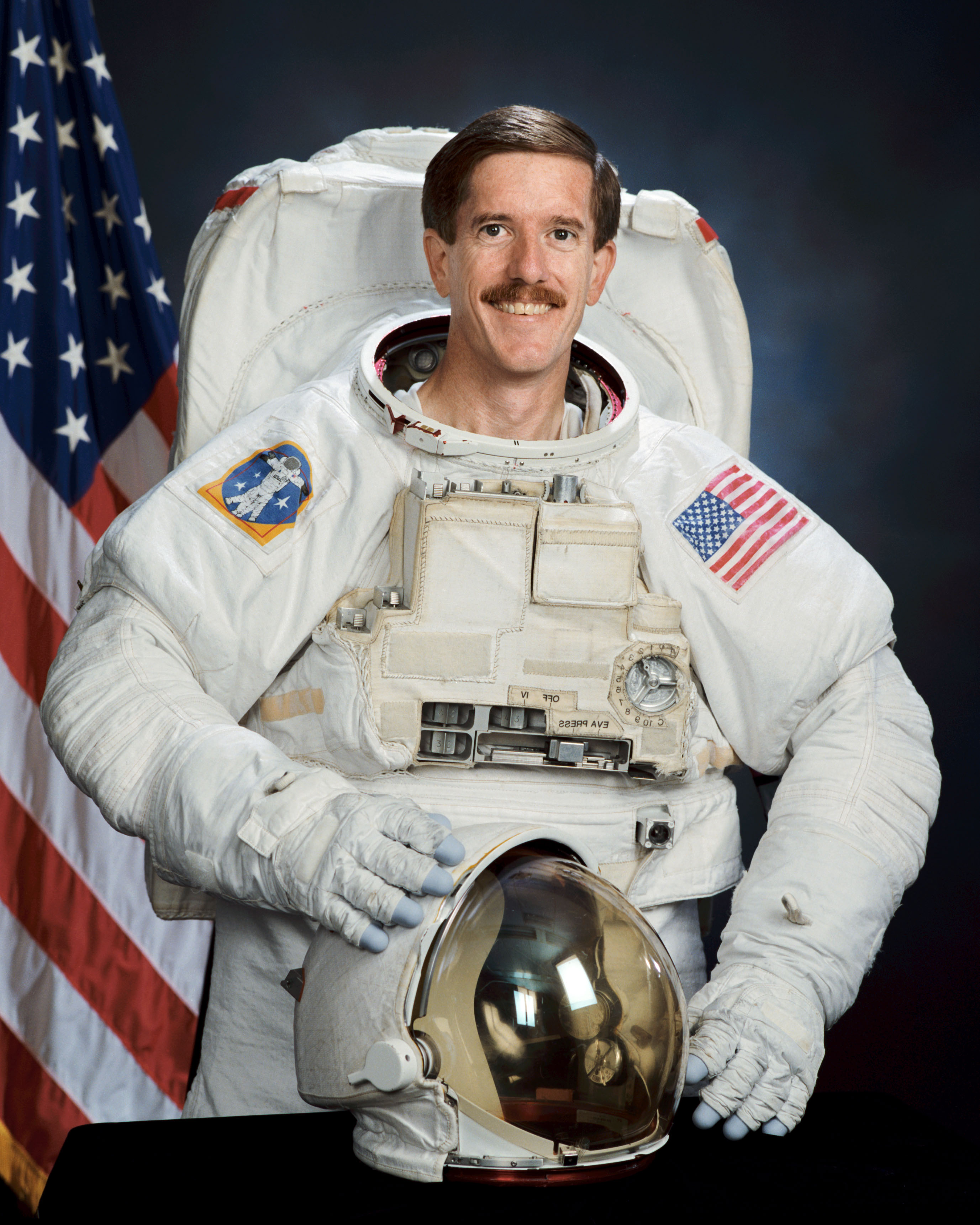
رائد الفضاء جيمس ريلي

ضمت هيئة تدريس الجَامِعَة وموظفيها وخريجيها العديد من الشخصيّات المَشهورة في مُختلف المجَالات ومنهم رواد فضاء،  ومستكشفو أنتاركتيكا، وأعضاء الأكاديميات الوطنيَّة،  وأربعة حائزين على جائزة نوبل،  وكُتاب ومؤلفون،  وأعضاء في البرلمان الهندي،  ومؤسسي شركات بارزة.

## روابط خارجية
- الموقع الرسمي